# 1977 Shura
1977 Shura (1970 QY) là một tiểu hành tinh vành đai chính được phát hiện ngày 30 tháng 8 năm 1970 bởi T. Smirnova ở Nauchnyj.